# گرگ بیابان
گرگ بیابان(به آلمانی: Der Steppenwolf) رمانی است که توسط نویسنده سوئیسی-آلمانی هرمان هسه نوشته شده‌است. این رمان در سال ۱۹۲۷ در آلمان منتشر شد، اولین بار در ۱۹۲۹ به انگلیسی ترجمه شد. عناصر اتوبیوگرافی و روانکاوی را با هم ترکیب کرده‌است، رمان به افتخار گرگ خاکستری تنها و خسته استپ نامگذاری شده‌است. بخش زیادی از رمان بحران عمیق روحی هسه را به نحو جالبی با تصویر کردن شکاف بین انسان بودن او و رفتار پرخاشگرانه و بی خانمانی همانند گرگ را در طی دهه ۱۹۲۰ منعکس می‌کند. هسه بعدها اقرار کرد که کتاب بسیار بد فهمیده شده‌است.

## پیش زمینه و تاریخ انتشار
در سال ۱۹۲۴ هرمان هسه با روث ونگر خواننده ازدواج کرد. او بعد از چند هفته بازل را ترک کرده و در آخر سال به آنجا بازگشت. بمحض بازگشت، آپارتمانی جداگانه اجاره کرده و به انزوای خود افزود. بعد از سفر کوتاهی به آلمان به همراه ونگر، هسه تقریباً به‌طور کامل ملاقات با او را متوقف کرد. احساس انزوا و ناتوانی که در تماس با دنیای خارج داشت، موجب شد که یاس و ناامیدی او افزایش یافته و به فکر خودکشی بیفتد
هسه در بازل شروع به نوشتن گرگ بیابان کرده و در زوریخ آن را به پایان رساند. در سال ۱۹۲۶ پیش از کتاب مجموعه‌ای از اشعارش را با عنوان بحران: از دفتر خاطرات هسه منتشر کرد. رمان در سال ۱۹۲۷ منتشر شد. اولین نسخه انگلیسی آن در سال ۱۹۲۹ توسط مارتین سکر در ایالات متحده آمریکا منتشر شد؛ که توسط بازل کرایتون ترجمه شده بود.

## اقتباس‌های سینمایی، تلویزیونی، یا تئاتری
در سال ۱۹۷۴ فیلمی با همان نام با بازی مکس فون سیدو و دومینیکو ساندا و کارگردانی فرد هاینه از کتاب ساخته شد.

## ترجمه به فارسی
کتاب گرگ بیابان تاکنون چندین بار به زبان فارسی ترجمه شده و با مشخصات زیر به چاپ رسیده‌است:
- ه‍س‍ه‌، ه‍رم‍ان‌، گ‍رگ‌ ب‍ی‍اب‍ان‌، ت‍رج‍م‍ۀ ک‍ی‍ک‍اوس‌ ج‍ه‍ان‍داری‌، ت‍ه‍ران‌: ت‍ه‍ران‌: بنگاه ترجمه و نشر کتاب؛ تهران: اس‍اطی‍ر‏‫، ۱۳۶۸؛ شرکت انتشارات علمی و فرهنگی‏‫، ‏‫۱۳۹۴.‬‬
- هسه، هرمان. گ‍رگ‌ ب‍ی‍اب‍ان‌، ب‍ه‌ انضمام ب‍ازخ‍وان‍ی‌ و ت‍ف‍س‍ی‍ری‌ ان‍ت‍ق‍ادی‌ ن‍وش‍ت‍ۀ ادوی‍ن‌ ک‍ی‍س‌ب‍ی‍ر، ت‍رج‍م‍ه‌ ق‍اس‍م‌ ک‍ب‍ی‍ری‌، ‏‫ت‍ه‍ران‌‬‬‏‫: ف‍ردوس‌‬‬‏‫، ۱۳۶۸.‬‬
- ه‍س‍ه‌، ه‍رم‍ان‌، گ‍رگ‌ ب‍ی‍اب‍ان‌، ت‍رج‍م‍ۀ م‍رت‍ض‍ی‌ م‍ل‍ک‍ی‌، ت‍ه‍ران‌: ارغ‍وان‌، ۱۳۶۲.
- ه‍س‍ه‌، ه‍رم‍ان‌، گرگ بیابان، ترجمۀ وحید منوچهری‌واحد، تهران: جامی‏‫، ۱۳۹۱.‬
- ه‍س‍ه‌، ه‍رم‍ان‌، گرگ بیابان، ترجمۀ مهدی نصیری‌دهقان، کرج: پایتخت، ‏‫۱۳۹۶.‬
- ه‍س‍ه‌، ه‍رم‍ان‌، گرگ بیابان، ترجمۀ کیومرث پارسای، تهران: نشر علم‏‫، ۱۳۹۹.‬

همچنین مهران دشت‌بزرگی نمایشنامه‌ای را بر اساس این کتاب نوشته و با مشخصات زیر به چاپ رسانده‌است:
- گرگ بیابان (بر اساس رمان گرگ بيابان اثر هرمان هسه)، نویسنده و دراماتورژ مهران دشت‌بزرگی، اهواز: آفرینش مهر‏‫، ۱۴۰۱.‬